# إيريكا دونلاب
إيريكا دونلاب (بالإنجليزية: Ericka Dunlap)‏ (من مواليد 17 فبراير 1982) حاملة لقب مسابقة ملكة جمال أمريكية من  أورلاندو ، فلوريدا توجت  ملكة جمال فلوريدا 2003 ثم توجت ملكة جمال أمريكا 2004. كانت دنلاب أول امرأة أمريكية من أصل أفريقي تتوج ملكة جمال فلوريدا في مسابقة ملكة جمال أمريكا التي استمرت 81 عامًا.

## روابط خارجية
- إيريكا دونلاب على موقع IMDb (الإنجليزية)